# Michał Kaczmarek (piosenkarz)
Michał Kaczmarek (ur. 9 grudnia 1987 w Ostrowie Wielkopolskim) – polski piosenkarz, wykonujący muzykę jazzową i popową, laureat Międzynarodowego Festiwalu Sztuki Słowiańskiej „Słowiański Bazar” (2013).

## Rodzina i edukacja
Urodził się i dorastał w Ostrowie Wielkopolskim. Pochodzi z rodziny o tradycjach muzycznych: jego dziadek grał na skrzypcach i śpiewał, ojciec grał na dudach, obaj bracia grali na instrumentach muzycznych (jeden na kontrabasie, drugi na klarnecie), a obie siostry śpiewają. Największy wpływ na działalność artystyczną Kaczmarka miał jego ojciec, który pobudzał w synu zainteresowanie muzyką.
W 2007 ukończył naukę w IV Liceum Ogólnokształcące im. Fryderyka Chopina w Ostrowie Wielkopolskim. Uczył się w Państwowej Szkoły Muzycznej w klasie trąbki, a w 2012 ukończył studia na Akademii Muzycznej im. Karola Szymanowskiego w Katowicach na Wydziale Kompozycji, Interpretacji, Edukacji i Jazzu.

## Kariera muzyczna
Mając sześć lat, wraz z Kapelą Folkową zdobył Grand Prix Festiwalu Piosenki Turystycznej w Ostrzeszowie. Profesjonalną karierę muzyczną zaczął w 2003, uczestnicząc w krajowych konkursach, festiwalach i przeglądach muzycznych, takich jak np. Festiwal Piosenki Młodzieżowej w Kaliszu, gdzie zdobył jedną z nagród. Również w 2003 wziął udział w Ogólnopolskim Festiwalu Piosenki Młodzieżowej we Wrocławiu, a w 2005 został laureatem jednej z kolejnych edycji festiwalu. W 2007 zdobył Grand Prix Ogólnopolskiego Festiwalu Piosenki Aktorskiej w Bielsku-Białej i zdobył pierwszą nagrodę na Ogólnopolskim Festiwalu Piosenki Polskiej w Jarocinie. W 2008 otrzymał Nagrodę Specjalną na Ogólnopolskim Festiwalu Piosenki Filmowej „Soundtrack”, zdobył wyróżnienie i nagrodę specjalną od Zbigniewa Hołdysa na III Festiwalu Młodych Talentów „Niemen Non Stop” i zajął drugie miejsce w kategorii młodzieżowej na Ogólnopolskim Festiwalu Piosenki Angielskiej w Brzegu. W 2009 za wykonanie piosenki Czesława Niemena „Obok nas” otrzymał Nagrodę Główną Festiwalu Twórczości Niezapomnianych Artystów Polskich „Pejzaż bez Ciebie” w bydgoskiej Operze Nova oraz zdobył Grand Prix Festiwalu Młodych Talentów „Niemen Non Stop”, na którym wygrał także w kategorii „Open” za piosenkę „Brand New Man”. W tym samym roku zaczął śpiewać w chórkach u Tatiany Okupnik, z którą współpracował przez rok, a także gościnnie występował na koncertach z m.in. Andrzejem Piasecznym, Anią Wyszkoni oraz zespołem Rezerwat. W 2010 zdobył Grand Prix i Nagrodę Publiczności Ogólnopolskiego Festiwalu Pamięci Andrzeja Zauchy „Serca Bicie 2010”.
Wiosną 2010 wziął udział w przesłuchaniach do programu TVP1 Śpiewaj i walcz, podczas których zaśpiewał jedną z piosenek zespołu Varius Manx; nie awansował do kolejnego etapu konkursu. W marcu 2010 rozpoczął pracę z Adamem Konkolem, który napisał muzykę i teksty na jego debiutancki album studyjny pt. Czekając na miłość, który został wydany 28 lutego 2011. Pierwszym singlem z płyty był utwór „Halo, ja czekam na ciebie”, w teledysku do którego zagrała Maria Niklińska.  W listopadzie 2011 wystąpił z utworem „Siódmy rok” w jednym z odcinków programu TVP2 Szansa na sukces, który poświęcony był twórczości Andrzeja Zauchy. W listopadzie 2012 za interpretację piosenki „Niechaj mnie Zośka o wiersze nie prosi”, zawierającej tekst wiersza W pamiętniku Zofii Bobrówny Juliusza Słowackiego, odebrał nagrodę główną „Złotego Marka” na VI Festiwalu Twórczości Marka Grechuty w Sławnie. Po odebraniu nagrody zaśpiewał drugą zgłoszoną przez siebie piosenkę – „Śpij, bajki śnij”.
W 2013 został wokalistą zespołu Lovehouse. W lipcu 2013 reprezentował Polskę w finale XXII Międzynarodowego Festiwalu Sztuki Słowiańskiej „Słowiański Bazar w Witebsku”, na którym za wykonanie piosenek „Jak na lotni” Andrzeja Zauchy oraz „Niechaj mnie Zośka o wiersze nie prosi” Marka Grechuty zdobył największą liczbę 196 punktów od jurorów, zostając tym samym laureatem festiwalu i pierwszym Polakiem, który tego dokonał. W czerwcu 2014 uczestniczył w koncercie „SuperDebiuty” organizowanym w ramach 51. Krajowego Festiwalu Piosenki Polskiej w Opolu; na scenie zaprezentował własną interpretację utworu Czesława Niemena „Sen o Warszawie”. We wrześniu był gościem specjalnym XIX Polsko-Niemieckiego Festiwalu Kultury „Razem we wspólnej Europie” organizowanego w Monachium. W październiku zdobył nagrodę internautów i Radia ZET Gold w konkursie na interpretację piosenek Marka Grechuty – Grechuta Festival 2014.
Jesienią 2015 wziął udział w przesłuchaniach do ósmej edycji programu TVN Mam talent!; podczas przesłuchań jurorskich zaprezentował cover przeboju Whitney Houston „I Will Always Love You”, jednak – pomimo przejścia wstępnej selekcji – nie został przez nich dopuszczony do półfinału. We wrześniu wystąpił na koncercie ku czci Andrzeja Zauchy Andrzej Zaucha Symfonicznie organizowanym w Operze Leśnej, ponadto brał udział jako solista w innych widowiskach muzycznych, takich jak Michael Jackson Symfonicznie, Whitney Houston Symfonicznie, Freddie Mercury Rock-Operowo, Muzyczny Życiorys Franka Sinatry czy British Rock Symphony. Również w 2015 został laureatem Programu Stypendialnego „Młoda Polska”.
W 2016 wydał promocyjny album studyjny pt. Brand New Man, na którym umieścił tytułowy singiel i utwór „Budzi się nowy dzień” (nagrany w duecie z Krystyną Prońko), a także wystąpił jako gość muzyczny na festiwalu „Słowiański Bazar”. W 2018 udostępnił cover utworu „Wicked Game” Chrisa Isaaka, a także został solistą zespołu wokalnego śpiewającego w programach Dancing with the Stars. Taniec z gwiazdami i Jaka to melodia?. Jesienią 2022 wziął udział w eliminacjach do 13. edycji programu The Voice of Poland, jednak odpadł na etapie tzw. przesłuchań w ciemno.

## Dyskografia
Albumy studyjne
- Czekając na miłość (2011)
- Brand New Man (2016)